# Las Tatemas
Las Tatemas är en ort i Mexiko.   Den ligger i kommunen Sinaloa och delstaten Sinaloa, i den västra delen av landet, 1 200 km nordväst om huvudstaden Mexico City. Las Tatemas ligger 146 meter över havet och antalet invånare är 246.
Terrängen runt Las Tatemas är platt åt sydväst, men åt nordost är den kuperad. Runt Las Tatemas är det glesbefolkat, med 19 invånare per kvadratkilometer. Närmaste större samhälle är El Pueblito, 18,7 km söder om Las Tatemas. I omgivningarna runt Las Tatemas växer huvudsakligen savannskog.